# Bataille de Ménfő
La bataille de Ménfő fut une importante bataille de l'histoire primitive du royaume de Hongrie. Elle se déroula le 5 juillet 1044 à Ménfő, près de Győr, et opposa une armée du Saint-Empire conduite par Henri III, roi des Romains, et les forces hongroises (Magyars) conduite par le roi Samuel Aba. Le combat se solda par une victoire du souverain germanique et ainsi de l'influence occidentale en Hongrie.
Trois ans plus tôt, Pierre Orseolo, le deuxième roi de Hongrie succédant à son oncle Étienne Ier, avait été déposé par Samuel Aba à la suite d'un fort mécontentement provoqué par le favoritisme de Pierre envers les étrangers, en particulier les Allemands et les Italiens. Pierre avait d'abord trouvé refuge en Autriche, recherchant la protection de son beau-frère, le margrave Adalbert. Il s'est également présenté à la cour du roi Henri III afin d'obtenir de l'aide contre Samuel Aba. 
Répondant à une attaque de Samuel sur l'Autriche et la Carinthie, Henri III lança une première expédition contre la Hongrie début 1042. Il retourna pour rétablir Pierre au début de l'été 1044 et fut rejoint durant son avancée par de nombreux seigneurs hongrois. Ce fut alors que se déroula la bataille de Ménfő. Les forces de Henri étaient inférieures en nombre aux forces hongroises. Toutefois, il y eut beaucoup de désaffection dans les rangs magyars et l'armée de Samuel Aba se désagrégea rapidement face à la cavalerie impériale. La bataille se termina par la défaite des forces hongroises. Bien que Samuel ait réussi à s'échapper du champ de bataille, les partisans de Pierre le capturèrent et le tuèrent peu après. Le soir de ce jour, Henri III, en habit de pénitent, rend grâce à Dieu pour sa victoire.
Pierre fut restauré roi à Székesfehérvár et accepta de rendre hommage à Henri III. Les magnats et nobles hongrois firent de même et la Hongrie devint ainsi vassale du Saint-Empire. Cette suzeraineté prit cependant fin deux ans plus tard lorsque Pierre fut à nouveau renversé par la révolte païenne de Vata.

## Source
- (en) Cet article est partiellement ou en totalité issu de l’article de Wikipédia en anglais intitulé « Battle of Ménfő » (voir la liste des auteurs).